# Sermón del llano

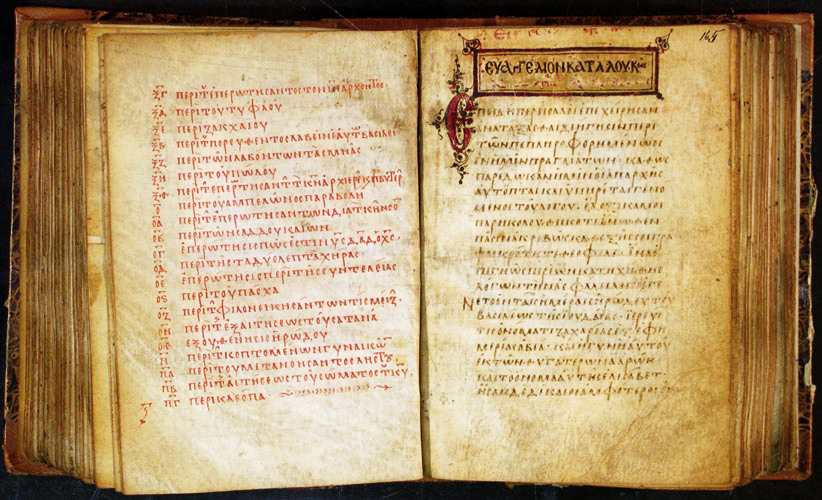
El comienzo del Evangelio de Lucas del Codex Petropolitanus, siglo IX

En el cristianismo, el Sermón del llano, también llamado Sermón de la llanura se refiere a un conjunto de enseñanzas de Jesús en el Evangelio de Lucas, en 6:20-49. Este sermón puede compararse con el Sermón de la montaña más largo del Evangelio de Mateo.
Lucas 6:12-20a detalla los acontecimientos que condujeron al sermón. En él, Jesús pasó la noche en una montaña rezando a Dios. Dos días después, reunió a sus discípulos y seleccionó a 12 de ellos, a los que llamó Apóstoles. Al bajar de la montaña, se detuvo en "un lugar llano" (ἐπὶ τόπου πεδινοῦ, epi topou pedinou) donde se había reunido una multitud. Después de curar a los que tenían "espíritus inmundos", Jesús comenzó lo que ahora se llama el Sermón de la Llanura.
Entre los mensajes más destacados del Sermón se incluyen:
- Las bienaventuranzas y los ayes (6:20-26)
- Amor a los enemigos y dar la otra mejilla (6:27-36)
- Trata a los demás como quieres que te traten (6:31)
- No juzgues y no serás juzgado, no condenes y no serás condenado, Perdona y serás perdonado, da y recibirás (6:37-38)
- ¿Puede el ciego guiar al ciego? Los discípulos no están por encima de su maestro (6:39-40a)
- Quita la viga de tu propio ojo antes de atender la paja en el de tu amigo (40b-42)
- Un árbol bueno no produce frutos malos y un árbol malo no puede producir frutos buenos, a cada árbol se le conoce por sus frutos (43-45)
- ¿Por qué me llamáis "Señor, Señor" y no hacéis lo que os mando? (46)
- El que siga estas palabras mías construye sobre roca y sobrevivirá, el que no, construye sobre arena y será destruido (47-49)

En Lucas 7:1 después de que Jesús había dicho todo lo que tenía que decir a la multitud, se dirigió a Cafarnaun, que en la cronología lucana no había visitado desde Lucas 4:31.